# Хенераль-Лавальє (округ)
Округ Хенераль-Лавальє (ісп. General Lavalle) — адміністративно-територіальна одиниця 2-ого рівня у провінції Буенос-Айрес в центральній Аргентині. Адміністративний центр округу — Хенераль-Лавальє (ісп. General Lavalle).
Населення округу становить 3700 осіб (2010). Площа — 2875 кв. км.

## Історія
Округ заснований у 1839 році.

## Населення
У 2010 році населення становило 3700 осіб. З них чоловіків — 1893, жінок — 1807.

## Політика
Округ належить до 5-ого виборчого сектору провінції Буенос-Айрес.